# فرآیندهای پالایش نفت خام

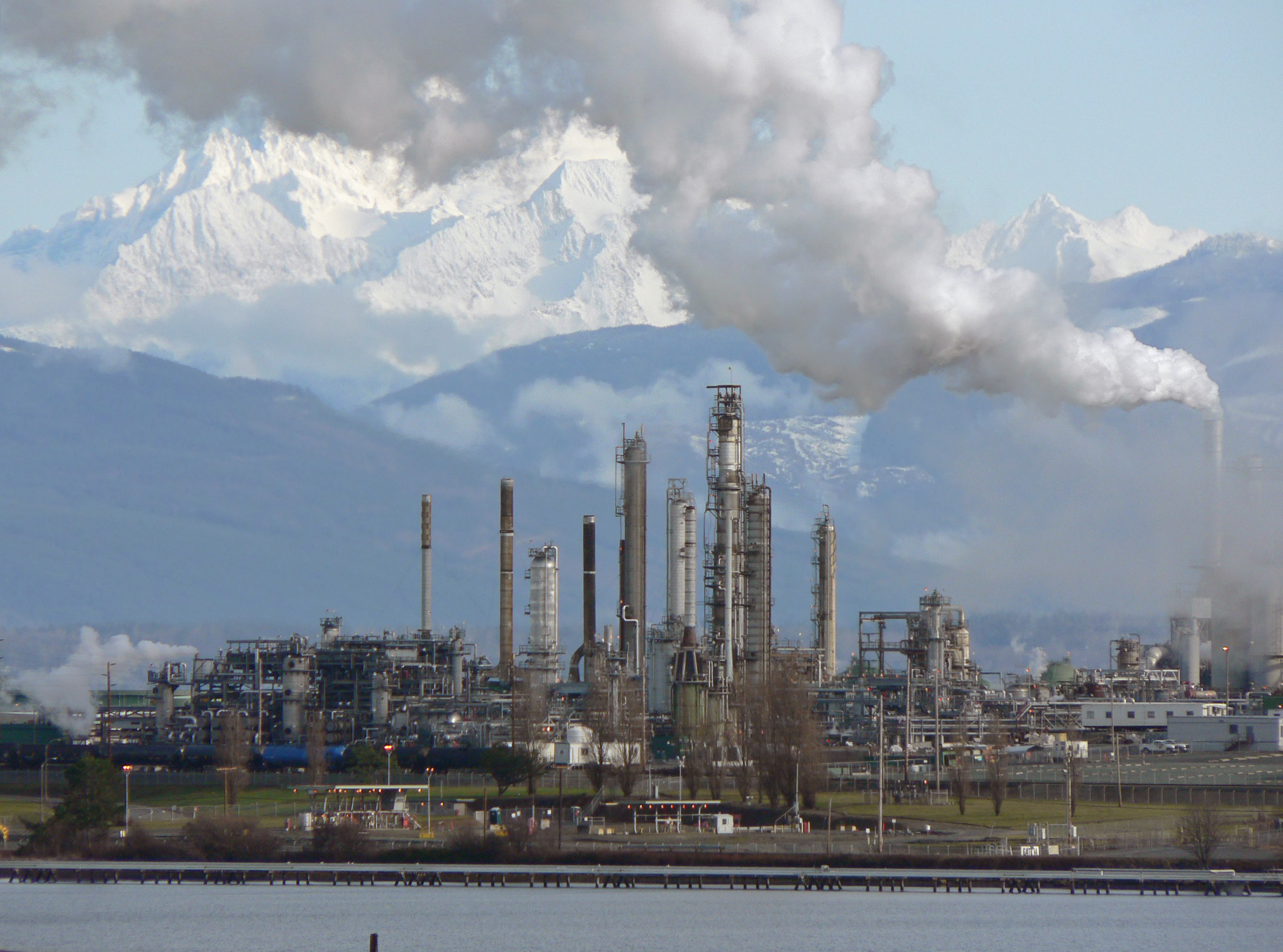
یک پالایشگاه نفت در ایالات متحده آمریکا

فرآیندهای پالایش نفت، فرآیندهای مهندسی شیمی است که در پالایشگاه‌های نفت برای تبدیل نفت خام به محصولات مفید مانند ال‌پی‌جی(گاز نفتی مایع‌شده) ، بنزین، نفت سفید، سوخت هواپیما، گازوئیل و سوخت‌های روغن استفاده می‌شود.

پالایشگاه‌ها مجموعه‌های صنعتی بسیار بزرگ هستند که شامل بسیاری از واحدهای پردازش و امکانات کمکی مانند واحدهای خدمات عمومی و مخازن ذخیره‌سازی هستند. هر پالایشگاه دارای ترتیب منحصر به فرد و ترکیب فرآیندهای پالایش است که در بسیاری از موارد توسط موقعیت جغرافیایی پالایشگاه، محصولات مورد نظر و در نظر گرفتن عوامل اقتصادی تعیین می‌شود.

## تاریخچه
نفت خام توسط شیمی‌دانان اسلامی تقطیر شد و در کتاب‌های دانشمندانی مانند محمد بن زکریا رازی (حدود ۸۶۵-۹۲۵) توضیحات دقیقی در این زمینه داده شده است.

خیابان‌های بغداد با قیر پوشیده شده بودند که از نفتی که از میدان‌های طبیعی در منطقه به دست آمده بود، تولید شده بود. در قرن نهم، میدان‌های نفتی در منطقه اطراف باکو، جمهوری آذربایجان، بهره‌برداری شدند. این میدان‌ها توسط جغرافیادان اسلامی ابوالحسن علی المسعودی در قرن دهم و توسط مارکوپولو در قرن سیزدهم توصیف شده بودند و خروجی این چاه‌ها را صدها کشتی توصیف کرده بود.
 
شیمی‌دانان اسلامی همچنین نفت خام را تقطیر کردند تا محصولات قابل اشتعالی برای مصارف نظامی تولید کنند.

قبل از قرن نوزدهم، نفت در بابل، مصر، چین، فیلیپین، رم و در ساحل دریای خزر به شکل‌های مختلف شناخته و استفاده می‌شد. تاریخ جدید صنعت نفت به سال ۱۸۴۶ برمی‌گردد که آبراهام گسنر از نوااسکوشیا، کانادا فرآیند تولید نفت سفید از زغال سنگ را ابداع کرد. بعد از آن، در سال ۱۸۵۴، ایگناسی لوکاسیویچ، نفت سفید را از چاه‌های نفت دست‌کاری شده در نزدیکی شهر کروسنو در لهستان تولید کرد. اولین پالایشگاه بزرگ نفت در سال ۱۸۵۶ با استفاده از نفت فراوان موجود در رومانی در پلوئستی رومانی ساخته شد.

در آمریکای شمالی، اولین چاه نفت در سال ۱۸۵۸ توسط جیمز میلر ویلیامز در انتاریو، کانادا حفر شد. در ایالات متحده، صنعت نفت از سال ۱۸۵۹ با پیدایش نفت نزدیک تایتوسویل، پنسیلوانیا توسط ادوین دریک آغاز شد.
 
صنعت نفت در قرن ۱۸ با تولید کرزین برای لامپ های نفتی به طور آهسته رشد کرد. در اوایل قرن بیستم، معرفی موتور احتراق داخلی و استفاده از آن در خودروها باعث شد تا بازاری برای بنزین به وجود آید که عاملی بود برای رشد نسبتاً سریع صنعت نفت. پیدایش های اولیه نفت مانند آن های در اونتاریو و پنسیلوانیا به زودی توسط "انقلاب های" نفت بزرگ در اکلاهما، تگزاس و کالیفرنیا پشت سر گذاشته شد.

قبل از جنگ جهانی دوم در اوایل دهه ۱۹۴۰، بیشتر کارخانه‌های نفتی در ایالات متحده فقط شامل واحدهای تقطیر نفت خام بودند (معمولا به عنوان واحدهای تقطیر نفت خام شناخته می‌شدند). برخی از کارخانه‌ها همچنین واحدهای تقطیر خلاء و واحدهای شکستگی حرارتی مانند ویسبرکر (شکستگر لزجت، واحدهای کاهش لزجت روغن) داشتند. تمام فرآیندهای پالایش دیگر که در ادامه مطرح خواهد شد، در زمان جنگ یا در چند سال پس از جنگ توسعه یافت. آن‌ها در عرض ۵ تا ۱۰ سال پس از پایان جنگ به صورت تجاری در دسترس قرار گرفتند و صنعت نفت جهان به رشد بسیار سریع دست یافت. نیروی محرکه برای آن رشد در فن آوری و تعداد و اندازه کارخانه‌های پالایشی در سراسر جهان، افزایش تقاضا برای بنزین خودرو و سوخت هواپیما بود.

در ایالات متحده، به دلیل دلایل اقتصادی و سیاسی پیچیده، ساخت کارخانه‌های نفت‌کش جدید در حدود دهه ۱۹۸۰ به تعطیلی کامل رسید. با این حال، بسیاری از کارخانه‌های نفتکش موجود در ایالات متحده واحدهای خود را بازسازی کرده یا واحدهای جدیدی برای: افزایش ظرفیت پردازش نفت خام، افزایش رتبه اکتان بنزین محصول خود، کاهش مقدار گوگرد در سوخت دوگانه و سوخت گرمایش منزل به منظور رعایت مقررات زیست‌محیطی و رعایت الزامات آلودگی هوا و آب زیرزمینی ایجاد کردند.

## واحدهای فرآوری اصلی پالایشگاه ها
- واحد تقطیر نفت خام: نفت خام ورودی را به فراکشن های مختلف برای پردازش بیشتر در واحدهای دیگر تقطیر می کند.
- واحد تقطیر وکیوم: نفت باقیمانده از پایین واحد تقطیر نفت خام را به صورت وکیوم در فشاری کمتر از فشار جوی تقطیر می کند.
- واحد هیدروژناسیون نفت: از هیدروژن برای حذف گوگرد از فراکشن نفت خام یا دیگر واحدهای داخل پالایشگاه استفاده می کند.
- واحد بازسازی کاتالیست: مولکول های فرکشن نفت خام با گوگرد حذف شده را به مولکول های با اکتان بالاتر تبدیل کرده و رآکتورهای آن رآکتورهای با کاتالیست است. این عمل باعث تولید رآفورمات شده، که یک جزء از سوخت پایانی بنزین است.
- واحد الکیله‌سازی: ایزوبوتان و بوتیلن‌ها را به الکیلات تبدیل می‌کند که یک جزء با اکتان بسیار بالای بنزین یا پترول نهایی است.
- واحد ایزومرسازی: مولکول‌های خطی مانند پنتان عادی را به مولکول‌های شاخه دار با اکتان بالاتر برای ترکیب در بنزین نهایی تبدیل می‌کند. همچنین برای تبدیل بوتان عادی خطی به ايزوبوتان برای استفاده در واحد الكيله سازي نيز استفاده مي شود.
- واحد هیدروترات دستگاه تقطیر دستگاه نفت خام: با استفاده از هیدروژن، برخي از فرآیندهای ديگر تقطير شده از واحد تقطير نفت خام (مانند روغن ديزل) را از گوگرد پالایش مي كند.
- واحد اکسیدکننده تیول: ال‌پی‌جی، نفت سفید یا سوخت هواپیما را از طریق اکسید کردن تیول‌ها گوگردزدایی می‌کند.
- دستگاه‌های آمین گاز تریتر، واحد کلاوس و پالایش گاز دمای پایین برای تبدیل گاز هیدروژن سولفید از دستگاه‌های هیدروتریت به سولفور المانیوم به عنوان محصول نهایی. بخش عظیمی از ۶۴ میلیون تن سولفور تولید شده در سراسر جهان در سال ۲۰۰۵، سولفور فرعی حاصل از پالایش نفت و پالایشگاه‌های فرآوری گاز طبیعی بود.[۱۱][۱۲]
- واحد شکافت کاتالیزوری سیال (FCC): با تبدیل فراکشن‌های سنگین و با دمای بالاتر از تقطیر نفت خام به محصولات سبک‌تر و با دمای پایین‌تر و ارزشمندتر، آنها را ارتقاء می‌دهد.
- واحد هیدروکراکر: با استفاده از هیدروژن، فراکشن‌های سنگین تقطیر نفت خام و واحدهای تقطیر خلاء را به محصولات سبک‌تر و ارزشمندتر ارتقاء می‌دهد.
- واحد ویسبریک: با شکافت حرارتی روغن‌های باقیمانده سنگین از واحد تقطیر خلاء، آنها را به محصولات کم‌ویسکوز، سبک‌تر و ارزشمندتر تبدیل می‌کند.
- واحدهای کوکینگ تأخیری و فلوئید کوک: با تبدیل روغن‌های باقیمانده بسیار سنگین به نفت کُک پایانی، همچنین نفت نفتافزا و مشتقات آن را تولید می‌کنند.

## واحدهای فرآوری کمکی پالایشگاه‌ها
- واحد تبدیل گاز طبیعی به هیدروژن: گاز طبیعی را به هیدروژن برای هیدروتریترها یا هیدروکرکر تبدیل می کند.
- واحد استریپر آب تلخ: با استفاده از بخار، گاز سولفید هیدروژن را از جریان های فاضلاب مختلف برای تبدیل بعدی به سولفور محصول نهایی در واحد کلاوس حذف می کند.[۱۳]
- واحدهای کاربردی مانند برج خنک‌کننده برای تأمین آب خنک‌کننده چرخشی، تولید کننده بخار، سیستم هوای ابزار برای شیرهای کنترل پنوماتیک و زیر ایستگاه برق.
- سیستم جمع‌آوری و پالایش فاضلاب شامل جداساز API، واحدهای فلوتاسیون هوا حل شده (DAF) و نوعی پالایش دیگر (مانند biotreater لجن فعال) برای تبدیل فاضلاب به منظور استفاده مجدد یا دفع آن مناسب است.[۱۳]
- مخازن ذخیره گاز مایع (LPG) برای پروپان و سوخت های گازی مشابه با فشار کافی برای حفظ آنها در شکل مایع. این مخازن عموماً مخروطی یا گلوله ای هستند (مخازن افقی با سر بریده).
- مخازن ذخیره سازی نفت خام و محصولات تمام شده، عموماً مخروطی عمودی با کنترل تبخیر بخار و احاطه شده توسط یک دال برای نگهداری رواناب هستند.

## واحد‌ تقطیر نفت خام
واحد تقطیر نفت خام (CDU) اولین واحد پردازشی در تقریباً تمامی نفت‌کارخانه‌های نفت است. CDU نفت خام ورودی را به فرآیندهای مختلف با دامنه جوش متفاوت تقطیر می‌کند، هر یک از این فرآیندها سپس در واحدهای پردازش دیگر کارخانه نفت پردازش می‌شوند. CDU به عنوان واحد تقطیر جوی به دلیل عملکرد آن در فشار کمتر از فشار جوی شناخته شده است.
در زیر، یک نمودار جریان شماتیک از یک واحد تقطیر نفت خام معمولی آورده شده است. نفت خام ورودی با تبادل حرارت با برخی از فراکسیون‌های گرم و تقطیر شده و جریان‌های دیگر، پیش‌گرم شده و سپس با حذف نمک‌های بین‌المللی (عمدتاً کلرید سدیم) تصفیه می‌شود.
پس از تصفیه کننده، نفت خام با تبادل حرارت با بعضی از فراکسین های گرم و تقطیر شده و جریان های ديگر، به صورت ديگري پيش گُرَم مي شود. سپس در يك كوره سوخت (كوره سوخت) به دماي حدود 398 درجه سانتيگراد گُرَم مي شود و به قسمت پایین واحد تقطیر هدايت مي شود.
سرد شدن و تبدیل بخار به مایع در بالای برج تقطیر به صورت جزئی با تبادل حرارت با نفت خام و جزئی دیگر با استفاده از یک کندانسور هوایی یا آب خنک شده انجام می‌شود. همچنین، سامانه پمپاژ در دستگاه نشان داده شده در شکل، حرارت اضافی را از ستون تقطیر حذف می‌کند.
همانطور که در نمودار جریان نشان داده شده است، بخش از بالادست تقطیر از ستون تقطیر، نفت خام است. فراکسیون‌هایی که در نقاط مختلف بین بالا و پایین ستون تقطیر حذف می‌شوند، به عنوان فرآورده‌های جانبی شناخته می‌شوند. هر یک از فرآورده‌های جانبی (به عبارت دیگر، نفت سفید، روغن گاز سبک و روغن گاز سنگین) با تبادل حرارت با نفت خام ورودی خنک شده‌اند. همهٔ فراکسیون‌ها (به عبارت دیگر، بالادست نفت خام، فرآورده‌های جانبی و باقیمانده پایین) قبل از پردازش بعدی به مخازن ذخیرهٔ میانی ارسال می‌شوند.

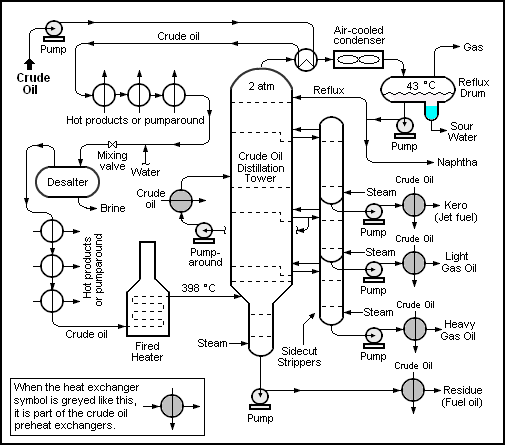
نمودار جریان یک واحد تقطیر نفت خام معمولی در پالایشگاه های نفت خام

## نمودار جریان پالایش نفت خام
تصویر زیر یک نمودار جریان شماتیک از یک پالایشگاه نفت معمولی است که فرآیندهای مختلف پالایش را و جریان جریانات محصولات واسط بین خوراک نفت خام و محصولات نهایی را نشان می دهد.
این نمودار تنها یکی از صدها پالایشگاه های مختلف نفت را به تصویر می کشد. همچنین، این نمودار شامل هیچ یک از امکانات معمول پالایشگاه برای فراهم کردن خدمات عمومی مانند بخار، آب سرد کن، برق و همچنین مخازن ذخیره سازی برای خوراک نفت خام و محصولات واسط و نهایی نمی باشد.

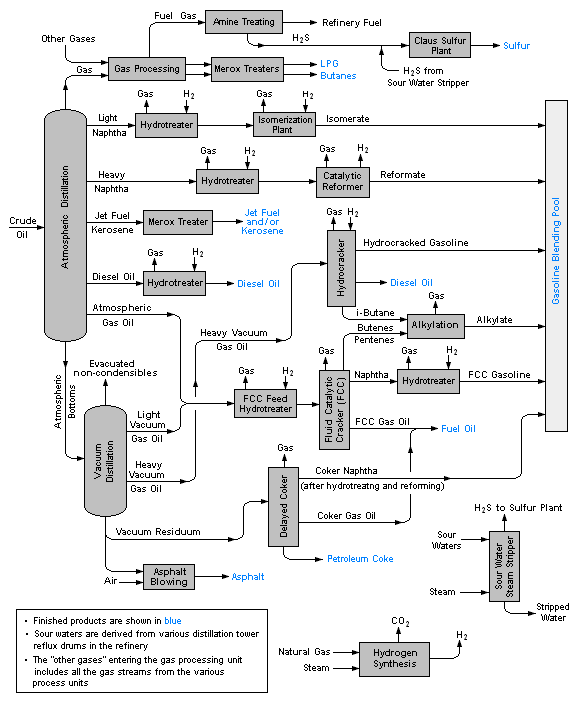
نمودار جریان یک پالایشگاه معمولی نفت

## محصولات پالایش نفت
محصولات نهایی اصلی تولید شده در فرآیند پالایش نفت می‌توانند به چهار دسته، یعنی ترکیبات سبک، ترکیبات متوسط، ترکیبات سنگین و غیره تقسیم شوند.

### فرآورده‌های سبک
- ساختارهای C1
- ال‌پی‌جی
- نفتای سبک
- بنزین
- نفتای سنگین

### فرآورده‌های میانی
- نفت سفید
- سوخت دیزل خودرو و راه‌آهن
- سوخت گرمایش منازل
- سایر سوخت‌های سبک

### فرآورده‌های سنگین
- سوخت‌های سنگین
- موم
- روغن‌های روان‌کننده
- قیر

### سایر فرآورده‌ها
- کک
- گوگرد

## مراجع
(چک)
1. 1 2 3  Gary, J.H. & Handwerk, G.E. (1984). Petroleum Refining Technology and Economics (2nd ed.). Marcel Dekker, Inc. ISBN 978-0-8247-7150-8.
2. 1 2 3  Leffler, W.L. (1985). Petroleum refining for the nontechnical person (2nd ed.). PennWell Books. ISBN 978-0-87814-280-4.
3. ↑  James G, Speight (2006). The Chemistry and Technology of Petroleum (Fourth ed.). CRC Press. 0-8493-9067-2.
4. ↑  Forbes, Robert James (1958). Studies in Early Petroleum History. Brill Publishers. p. 149.
5. ↑  Salim Al-Hassani (2008). "1000 Years of Missing Industrial History".  In Emilia Calvo Labarta; Mercè Comes Maymo; Roser Puig Aguilar; Mònica Rius Pinies (eds.). A shared legacy: Islamic science East and West. Edicions Universitat Barcelona. pp. 57–82 [63]. ISBN 978-84-475-3285-8.
6. ↑  Joseph P. Riva Jr.; Gordon I. Atwater. "petroleum". Encyclopædia Britannica. Retrieved 2008-06-30.
7. ↑  "150 Years of Oil in Romania". 150deanidepetrol.ro. 2007. Archived from the original on 2011-09-02.
8. ↑  "World Events: 1844–1856". www.pbs.org. 2002.
9. ↑  "Titusville, Pennsylvania, 1896". World Digital Library. 1896. Retrieved 2013-07-16.
10. ↑  Brian Black (2000). Petrolia: the landscape of America's first oil boom. Johns Hopkins University Press. ISBN 978-0-8018-6317-2.
11. ↑  Sulphur production report by the United States Geological Survey
12. ↑  Discussion of recovered by-product sulphur
13. 1 2  Beychok, Milton R. (1967). Aqueous Wastes from Petroleum and Petrochemical Plants (1st ed.). John Wiley & Sons. LCCN 67019834.
14. ↑  Kister, Henry Z. (1992). Distillation Design (1st ed.). McGraw-Hill. ISBN 978-0-07-034909-4.
15. ↑  Refinery flowchart بایگانی‌شده  در ۲۰۰۶-۰۶-۲۸ توسط Wayback Machine from the website of Universal Oil Products

رده:محصولات پتروشیمی